# Guaimar al III-lea de Salerno
Guaimar al III-lea de Salerno (cunoscut și sub numele de Waimar, Gaimar, Guaimaro sau Guaimario) (cca. 983 – cca. 1027) a fost duce sau principe de Salerno din jurul anului 994 până la moarte. Data decesului său este plasată uneori în 1030 sau în 1031, însă cele mai de încredere surse indică limpede 1027. În timpul guvernării sale, Salerno a avut parte de o perioadă de prosperitate. Pe mondele emise era inscripționată expresia Opulenta Salernum. Guaimar a transformat Amalfi, Gaeta și Sorrento în vasale ale sale și totodată a anexat părți importante din Apulia și Calabria bizantine.
Guaimar a fost al doilea fiu al ducelui Ioan al II-lea de Salerno. Fratele său mai mare, Guy, a guvernat alături de tatăl lor din ianuarie 984 până în 988. În 994 (alte surse indică anii 998 sau 999), tatăl său a murit și Guaimar a rămas singur la guvernare.
În anul 999, o ceată de pelerini normanzi aflați pe drumul de întoarcere de la Ierusalim s-a oprit îm portul Salerno. Pe timpul șederii lor, orașul a fost atacat de cptre pirații sarazini. Salernitanii s-au temut să intră în luptă directă cu agresorii, însă luptătorii normanzi s-au încumetat să îi înfrunte pe musulmani. În curând, temeritatea normanzilor i-a cuprins și pe locuitorii din Salerno și împreună au pus corpul expediționar musulman în derută. Imediat după aceea, Guaimar le-a adresat normanzilor numeroase rugăminți de a rămâne alături de el, dar fără rezultat. Totuși, înainte de a pleca spre Normandia, normanzii au promis că vor face cunoscută nevoia de luptători pentru sudul Italiei.
Ca element al conducerii longobarde independente a sudului Italiei, Guaimar a sprijinit răscoala condusă de Melus din Bari împotriva autorității bizantine. După înfrângerea lui Melus din anul 1011, Guaimar a primit vizita catepanului bizantin Vasile Mesardonites, in October, după care însă i-a acordat adăpost lui Melus. Guaimar era nominal vasal al împăratului romano-german Henric al II-lea, însă după bătălia de la Cannae din 1018, soldată cu o categorică victorie bizantină, și-a manifestat discret supunerea față de împăratul bizantin Vasile al II-lea. Atunci când împăratul Henric a murit în 1024, Guaimar a trimis o ambasadă la noul împărat, Conrad al II-lea, prin care îl ruga să îl elibereze pe cumnatul său Pandulf al IV-lea de Capua, supranumit "lupul din Abruzzi", la care Conrad s-a conformat. Imediat după aceea, Pandulf a purces la asediul vechii sale capitale, Capua, o acțiune în care s-a bucurat de sprijinul lui Guaimar, ca și al normanzilor aflați sub comanda lui Ranulf Drengot și al catepanului Vasile Boioannes.
În 1015, Guaimar l-a numit pe fiul său (rezultat din căsătoria cu prima sa soție, Porpora de Tabellaria, d. cca. 1010), în poziția de co-principe, sub numele de Ioan al III-lea de Salerno. În 1018 însă Ioan s-a stins din viață. Guaimar l-a numit atunci co-principe pe primul fiu avut cu cea de a doua soție, Gaitelgrima, sora lui Pandulf al IV-lea de Capua. Acest fiu, numit Guaimar al IV-lea de Salerno, îi va succeda din 1027, de la vîrsta de 14 sau 16 ani, sub regența Gaitelgrimei, care era de fapt un simplu pion al fratelui ei, Pandulf. Cel de al treilea fiu al lui Guaimar al III-lea, Guy, a fost făcut gastald de Capua de către unchiul său, iar apoi duce de Sorrento de către fratele sau mai mare.  De asemenea, a avut o fiică (n. probabil către 1026), pe nume Gaitelgrima, care s-a măritat succesiv cu frații Drogo și Umfredo, conți de Apulia.